# Musidora (actrice)
Pour les articles homonymes, voir Musidora.
Jeanne Roques, dite Musidora, née dans le 5e arrondissement de Paris le 23 février 1889 et morte dans le 14e arrondissement de Paris le 7 décembre 1957, est une actrice et réalisatrice française, célèbre pour son rôle d'Irma Vep, dans la série Les Vampires de Louis Feuillade, et pour Judex, autre série de Feuillade.
Pour toute une génération, elle est souvent désignée comme une « vamp », une « beauté fatale ». Les surréalistes l'adoptent, elle est l'une de leurs nombreuses muses.

## Biographie

### Débuts

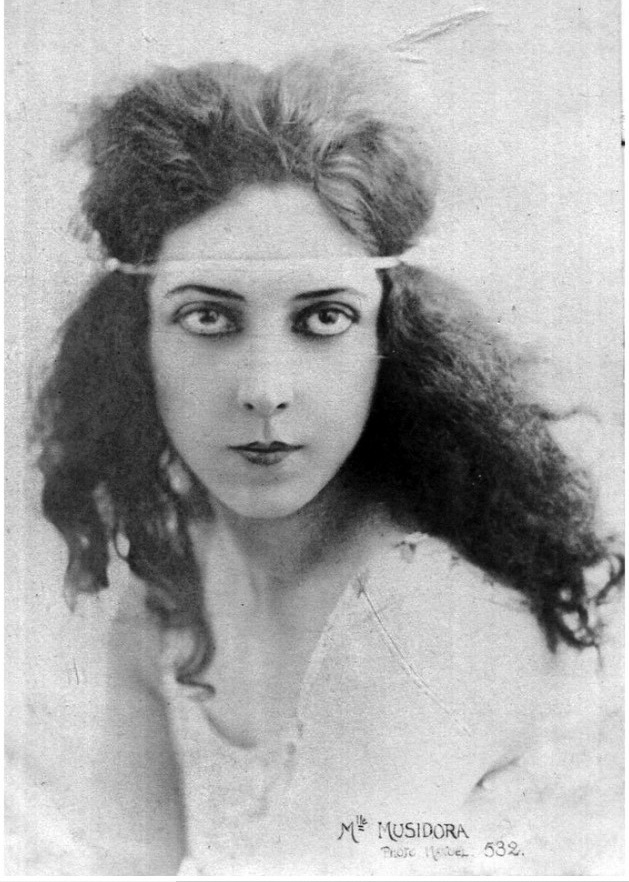
Musidora photographiée par Henri Manuel dans les années 1910.

Son père Jacques Roques (1852-1931), compositeur et théoricien du socialisme et sa mère Adèle Porchez (1855-1928), peintre et grande combattante de la cause féministe, lui transmettent leur goût de la littérature. C’est en lisant Théophile Gautier qu’elle choisit le pseudonyme de Musidora, l’héroïne de Fortunio. Enfant douée, elle peint, écrit, sculpte. Encouragée par sa mère, elle suit pendant trois ans le cours Frémiet, mais c’est dans la danse et la comédie qu’elle exprime le mieux ses passions artistiques. Après de modestes débuts dans des revues parisiennes et quelques apparitions dans des petits films aujourd’hui presque tous disparus, elle se fait remarquer, en 1910, dans la pièce La Loupiotte d'Aristide Bruant, où elle joue la môme Liquette. Elle connaît son premier succès, deux ans plus tard au Bataclan, dans la revue Ça grise dont elle partage l’affiche avec Colette.
Musidora se produit dans des cabarets et sur les planches des théâtres de l’Odéon et du Châtelet. La jeune comédienne aux beaux yeux noirs fait ses vrais débuts au cinéma dans Les Misères de l'aiguille, drame social destiné aux Maisons du Peuple réalisé en décembre 1913 par Raphaël Clamour, un de ses partenaires au Théâtre du Châtelet, l’histoire d’une couturière, piqueuse-coupeuse, qui, à la mort de son mari, tente de se suicider avec son enfant pour échapper à la misère. C'est alors que Louis Feuillade la remarque, en danseuse de tango dans La Revue Galante aux Folies Bergère. Les portes de la maison Gaumont s'ouvrent alors pour Musidora.
En 1914, elle tourne dans une poignée de films pour Gaston Ravel, mais c’est Louis Feuillade qui la révèle dans l’adaptation de la pièce de François Coppée Severo Torelli avec Fernand Herrmann dans le rôle-titre. Elle est alors une des multiples actrices que le cinéaste emploie dans des productions patriotiques et des vaudevilles. Avec ses yeux noirs soulignés de kohl, sa peau blanche, son maquillage un peu inquiétant et sa garde-robe exotique, Musidora n’allait pas tarder à devenir une des plus populaires et des plus emblématiques actrices du cinéma européen. Elle tourne toute une série de films avec les réalisateurs-maison, arrachés les uns après les autres à leur travail par la mobilisation. Drames historiques, comédies burlesques, bandes patriotiques, scènes sentimentales se succèdent de 1914 à 1917.

### Les VampiresetJudex

Musidora en Irma Vep dans Les Vampires (1915).

Fin 1915, Louis Feuillade, rendu à la vie civile, lui offre le rôle de sa vie, celui d'Irma Vep dans Les Vampires, un film en dix épisodes, un rôle de vamp et de femme fatale qui lui apporte la gloire et l’installe définitivement dans la mythologie du cinéma.
Irma Vep (anagramme de « vampire ») est une chanteuse de cabaret affiliée à la société secrète « les Vampires », en fait une bande de brigands combattue par le journaliste Philippe Guérande, incarné par Édouard Mathé. Au troisième épisode Musidora apparaît en souris d’hôtel cagoulée et vêtue d’une combinaison noire moulante et, ange du mal, provoque, chez les spectateurs, une trouble fascination. Plus tard, elle passe sous le contrôle hypnotique de Moreno, un criminel rival, qui fait d’elle sa maîtresse et la pousse à assassiner le Grand Vampire. Elle finit elle-même par prendre la tête de la bande de brigands, et commet encore de nombreux méfaits avant d’être vaincue par Guérande. Ce personnage étrange, d’un érotisme certain, connaît un grand succès populaire, et enthousiasme les surréalistes qui en feront plus tard un de leurs emblèmes poétiques.

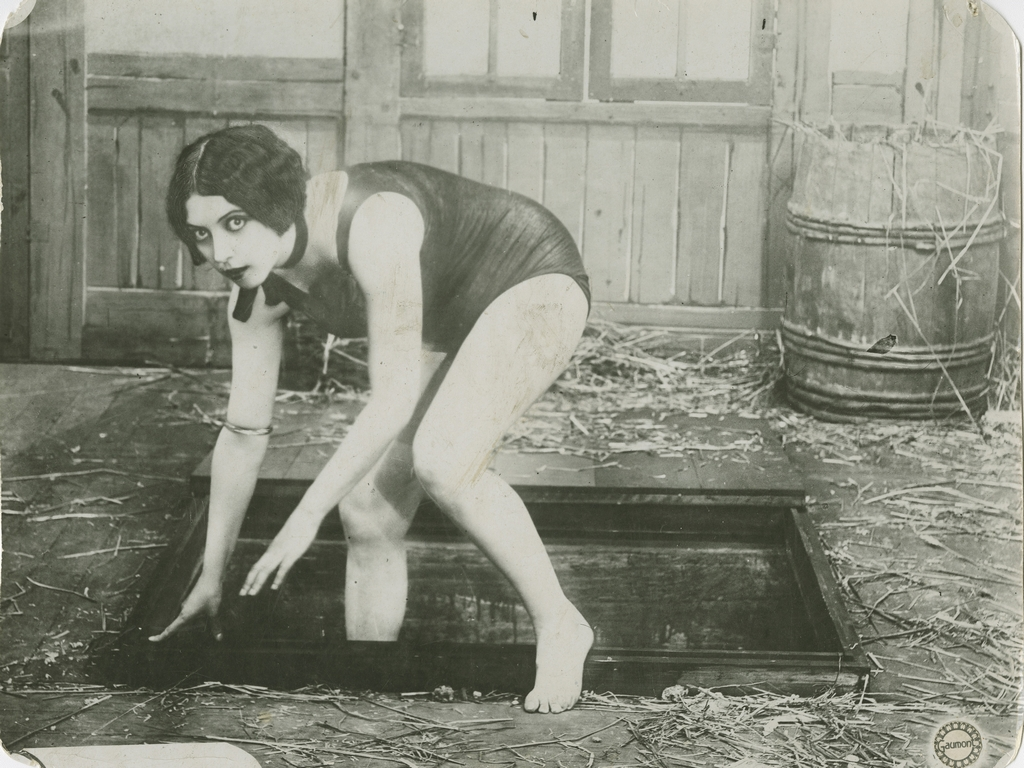
Musidora en Diana Monti dans Judex (1916).

En 1916, elle incarne à nouveau pour Feuillade une inquiétante beauté, l’aventurière de grand style Diana Monti, dans son nouveau feuilleton Judex, face au justicier Judex incarné par René Cresté. Diana, sous l'apparence de l'institutrice Marie Verdier, séduit le banquier Favraux. Avec l'aide de son amant et complice Morales, elle essaie en vain pendant toute la série de s'emparer de sa fortune.
Musidora a vingt-huit ans, de longs cheveux noirs, le teint exagérément blanc, le regard charbonneux et la bouche sombre. Pour toute une génération, cette beauté moderne est l'incarnation de la vamp.

### Musidora et les surréalistes
André Breton, Louis Aragon et les autres créateurs du mouvement surréaliste étaient des spectateurs assidus des feuilletons de Feuillade, et notamment des Vampires. C'est donc tout naturellement qu'ils ont fait de Musidora leur égérie, l'invitant à plusieurs de leurs manifestations. Aragon et Breton écrivent fin 1928 une pièce lui rendant hommage, Le Trésor des Jésuites, dont tous les personnages ont pour nom des anagrammes de Musidora (Mad Souri, Doramusi...),. La pièce était destinée initialement à être jouée lors du « Gala Judex », gala qui avait été organisé pour venir en aide à la veuve de l'acteur René Cresté le 1er décembre 1928. La pièce fut publiée dans le numéro spécial de Variétés ("Le Surréalisme en 1929", juin 1929, p. 47 à 61) et Le Trésor des Jésuites ne fut joué qu'une seule fois, en 1935, à Prague, dans une mise en scène de Jindřich Honzl avec des décors de Jindřich Štyrský au Nové Divadlo (Théâtre nouveau) fondé par Oldřich Nový.

### Autres activités

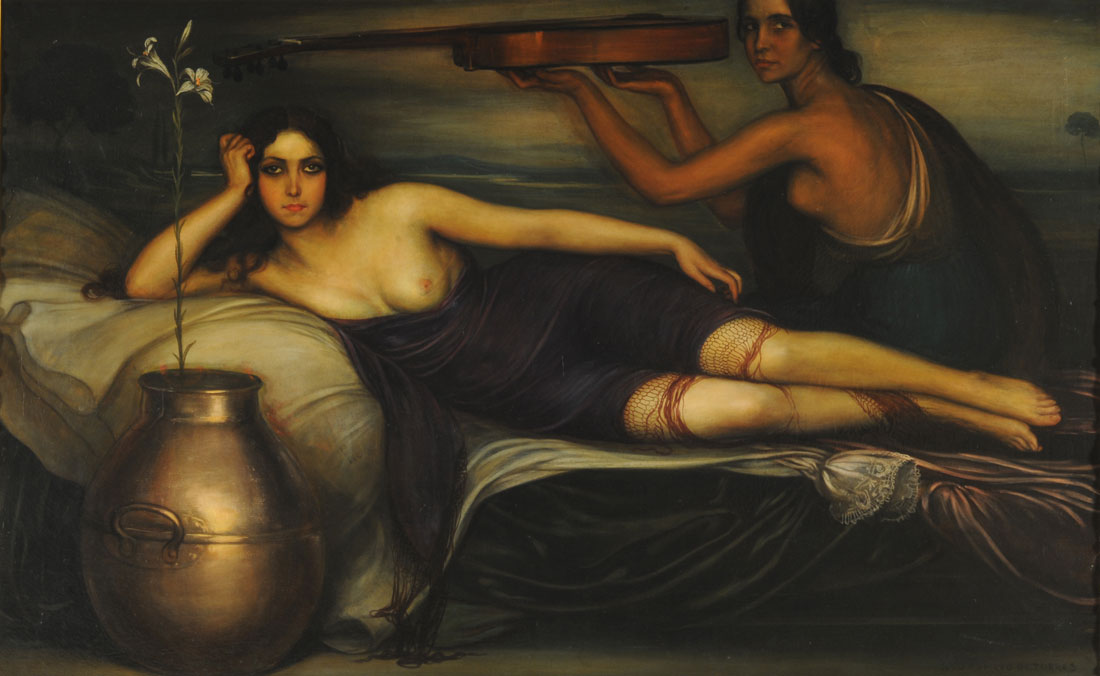
Portrait de Musidora par Julio Romero de Torres (1922). Peinte en Espagne, conservée au musée national des Beaux-Arts (Argentine).

Musidora passe parallèlement à la réalisation en adaptant deux romans de Colette, L'Ingénue libertine, qui devient Minne (1916), et La Vagabonde (1917) ; puis elle tourne un scénario original de cet écrivain, La Flamme cachée (1918), avant d'être l'auteur complet de Vicenta (1919). Entre-temps, elle joue dans des films d'André Hugon, Les Chacals (1917), Johannes, fils de Johannes (1918), Mam'zelle Chiffon (1918) de Gaston Ravel, La Geôle (1918), de Germaine Dulac, La Jeune Fille la plus méritante de France (1918) et de Fred LeRoy Granville, Les Ombres du passé.
Par amour pour le rejoneador Antonio Cañero, elle quitte la France et s’installe en Espagne. Elle y écrit, réalise, produit et interprète sans grand succès, quatre films : Pour don Carlos (1920) — adapté du roman éponyme de Pierre Benoit, qui retrace l'épopée carliste —, Musidora en Espagne (1922), Soleil et Ombre (Sol y Sombra, 1922) dont l'anecdote dépouillée trouve son parfait décor dans la ville de Tolède et dans l'Andalousie et enfin La Tierra de los toros (1924) qui était conçu pour s'incorporer dans un spectacle où Musidora intervenait en personne pour chanter et danser. De retour à Paris en 1926, elle fait sa dernière apparition au cinéma dans une fresque religieuse Le Berceau de Dieu, aux côtés de Léon Mathot, France Dhélia et Lucien Dalsace. 
Elle se marie le 20 avril 1927 avec un ami d'enfance, Clément Marot (1895-1975), docteur en médecine à Châtillon-sur-Marne. L'artiste dramatique Robert Ozanne est témoin à leur mariage. Elle et son mari auront un fils, Clément Marot (1929-2010). Musidora s’éloigne du Septième Art et se consacre essentiellement au théâtre jusqu’au début des années 1950. En 1930, elle fait partie de la représentation à Dinard d'Échec à la Reine, dans la tournée Gustave Damien.
Elle est également professeur de diction au conservatoire de Reims, en 1938. Elle continue d'apparaître, jusqu'en 1948, dans des pièces de théâtre dont elle est l’auteur (une trentaine entre 1916 et 1952) et réalise un dernier film en 1950, La Magique Image. Elle a également publié deux romans, Arabella et Arlequin (1928) et Paroxysmes (1934), et de nombreuses chansons ainsi qu’un recueil de poésies, Auréoles (1940). Selon son biographe, Francis Lacassin, Musidora a laissé à sa mort de nombreux inédits. À partir de 1944, année de son divorce, elle travaille avec Henri Langlois à la Cinémathèque française. Sa dernière apparition en public fut à l'occasion de l'exposition permanente organisée à la Cinémathèque en 1946, où elle accueille les visiteurs étendue sur une banquette, vêtue de son maillot noir de vamp qui l'avait rendue célèbre.
La muse des surréalistes et première vamp du cinéma français meurt le 7 décembre 1957, à l’Hôpital Broussais de Paris. Elle est enterrée aux côtés de ses parents au cimetière de Bois-le-Roi, commune de Seine-et-Marne où son fils exerça comme dentiste.

## Critique

Musidora dans Les Vampires.

Les surréalistes avaient su découvrir Musidora. Ils l'admirèrent et l'exaltèrent. André Breton lui envoyait des roses et l'actrice participa à une soirée « Dada ». Il écrivit à son attention : « À quelques-uns, nous avons bien souvent parlé de vous et du médiocre avenir que se préparent le cinéma et le théâtre français, qui n'ont jamais su qui vous étiez. »
« Car c'est malgré soi, à travers Les Vampires, que s'offre, pour les dernières touches, le portrait de Musidora, parée dans son collant pour les noces de l'amour et de la mort, l'œil tour à tour rêveur, sadique ou passionné. Par cette imagerie d'Épinal s'est fixé le mythe. Mais sous le maillot de souris d'hôtel à la soie arachnéenne et sublimante, il y avait aussi une femme que ses admirateurs ignorèrent. Souffrante, sensible, inquiète, cherchant à exprimer dans l'amour, la poésie, la lutte, un sentiment de l'inaccessible qu'a étouffé ou masqué cette élégante armure noire... ».

## Postérité

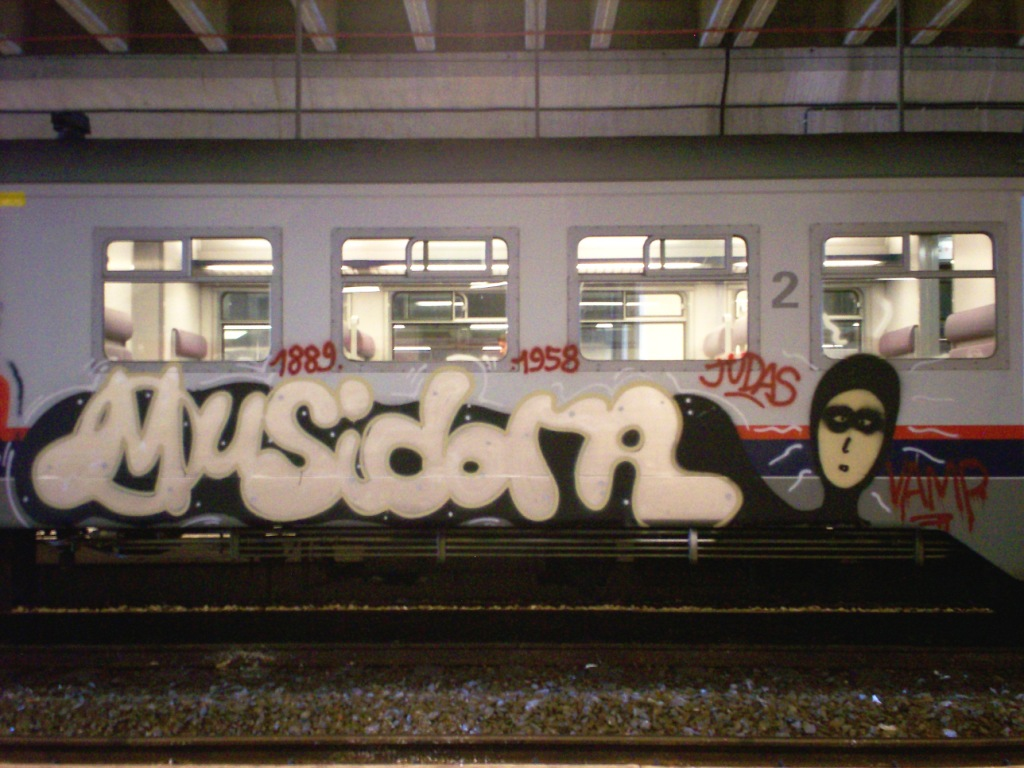
Musidora, archétype de la femme fatale (graffiti de 2005).

Créée en 2014, l'association Les Amis de Musidora, publie régulièrement dans ses cahiers le fruit de ses recherches sur cette actrice aux multiples talents, féministe affirmée qui incarna le premier rôle de femme fatale au cinéma français.
Le festival du film restauré de Bologne a choisi en 2019 d'honorer Musidora en projetant, entre autres, un documentaire biographique ainsi que Soleil et Ombre, film de 1922, et en utilisant pour logotype de sa 33e édition le portrait stylisé de celle qui, actrice emblématique de son époque, fut aussi une réalisatrice innovante.
En 2019, par le biais d'un vote, les usagers du centre d'animation de la rue François-Truffaut à Paris (12e arrondissement) ont choisi Musidora pour nommer l'établissement. Lors de la sa séance de juillet 2019, à la suite de cette démarche participative, le Conseil de Paris a officialisé la dénomination Centre Paris Anim' Musidora.
En 2020, Carole Aurouet, Marie-Claude Cherqui et Laurent Véray organisent le premier colloque consacré à l'artiste. Les actes de ce colloque ont été publiés en 2022 par les éditions de Grenelle sous le titre Musidora, qui êtes-vous ?
En 2022, l'acteur et réalisateur Hugo Bardin (sous les traits de son personnage de drag queen Paloma) et son amie Kameliya rendent hommage à Musidora dans l'épisode 7 de l'émission Drag Race France en interprétant un mimodrame costumés et maquillés en Irma Vep.
En 2022, sous le titre "Musidora, Elle était une fois le cinéma", une bande dessinée biographique est éditée aux éditions Robinson.   
Le 9 novembre 2023, le conseil municipal de sa commune natale, Bois-le-Roi, décide par avance de dénommer "Médiathèque Musidora" son nouvel équipement culturel alors encore en construction. 

## Filmographie

### Actrice

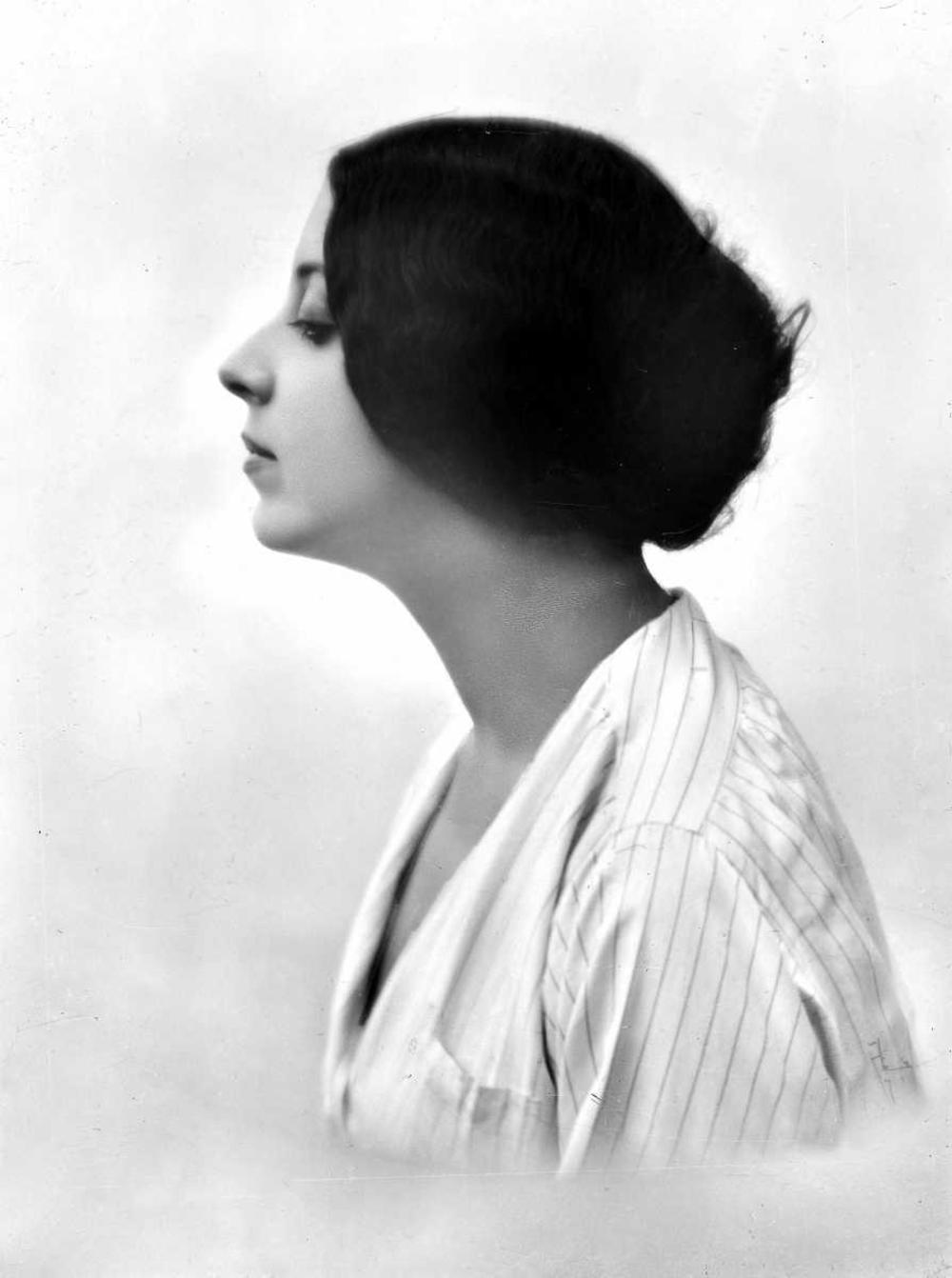
Musidora photographiée par Henri Manuel, vers 1914.

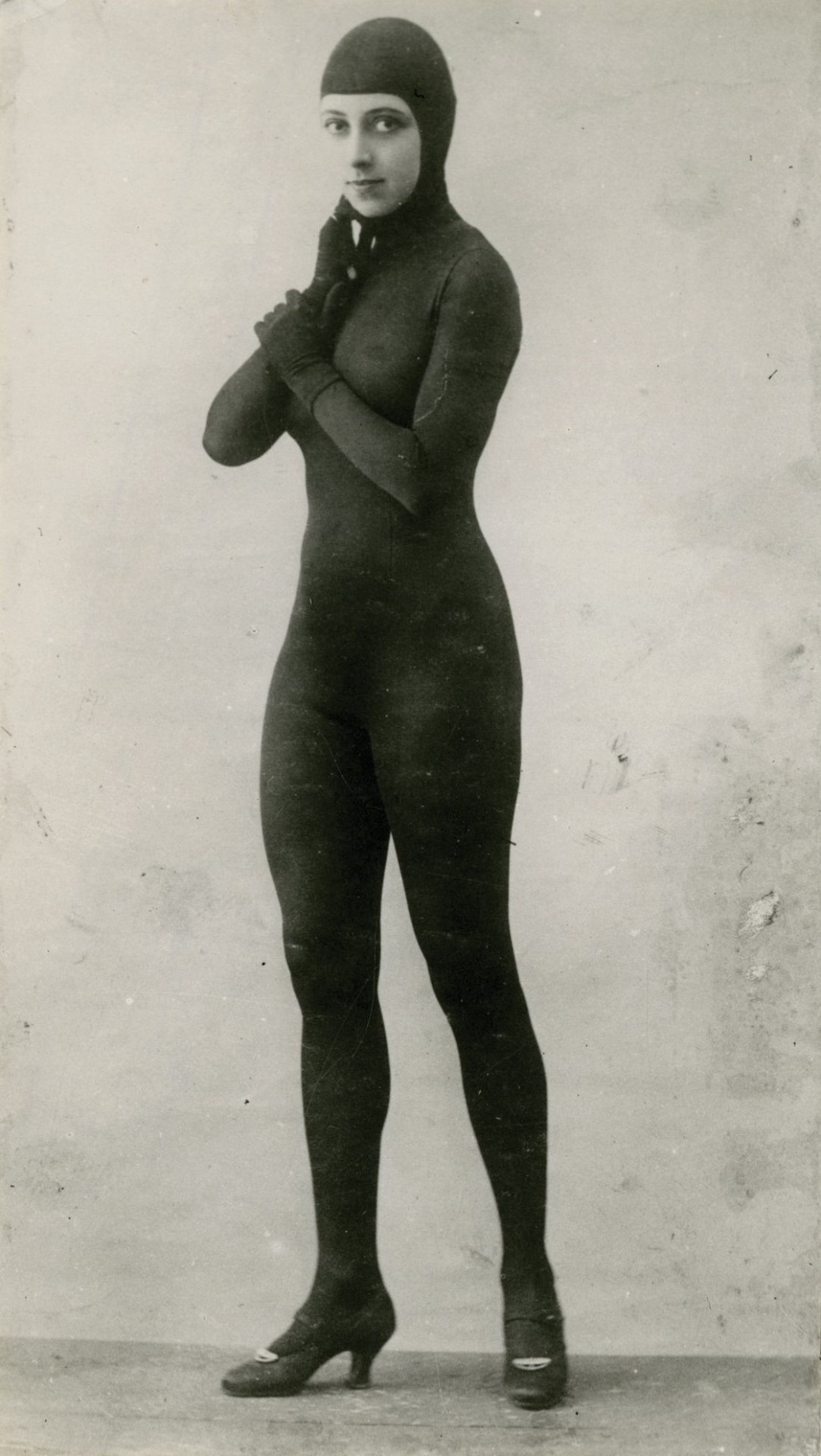
Photo de Musidora déguisée en souris d'hôtel avec son maillot de soie noire. L'actrice se produit au cabaret et au music-hall parallèlement au cinéma, ce qui l'amène à ré-endosser plusieurs fois le costume d'Irma Vep.

- 1909 : Le Troisième Larron - Une production Gaumont (168 m)
- 1910 :  La Main noire d'Étienne Arnaud (253 m)
- 1913 : Les Misères de l'aiguille de Raphaël Clamour - Une ouvrière en couture
- 1913 : L'Aventure de Jean Loupin - Une production Gaumont (433 m)
- 1913 : Le Drapeau - Une production Gaumont
- 1914 : La Ville de Madame Tango - Une production Pathé-Frères - La Tangomaniaque
- 1914 : Severo Torelli - Drame en 5 actes et un prologue de Louis Feuillade (1 208 m) - Portia
- 1914 : Le Calvaire de Louis Feuillade (859 m) - La danseuse Bianca Flor, maîtresse de Frondier
- 1914 : Tu n'épouseras jamais un avocat de Louis Feuillade (666 m) - Estelle Morille
- 1914 : L'Union sacrée de Louis Feuillade (888 m) - La dactylo
- 1914 : Bout de Zan et l'Espion ou Bout de Zan et le boche de Louis Feuillade
- 1914 : Les Fiancées de 1914 de Louis Feuillade (714 m)
- 1914 :  Sainte Odile de Gaston Ravel
- 1914 : Les Trois Rats de Gaston Ravel (331 m) - Le rat d'Opéra
- 1914 : La Bouquetière des Catalans de Gaston Ravel (900 m)
- 1914 : Les Leçons de la guerre de Gaston Ravel (634 m)
- 1914 : La Petite Réfugiée de Gaston Ravel
- 1914 : L'Autre Victoire de Gaston Ravel
- 1914 : Le Roman de la midinette de Gaston Ravel (708 m)
- 1915 : Le Furoncle de Louis Feuillade (568 m)
- 1915 : Celui qui reste de Louis Feuillade (700 m) - Suzanne Gervon
- 1915 : Le Coup du fakir de Louis Feuillade
- 1915 : Deux Françaises de Louis Feuillade (888 m) - Mme Castel
- 1915 : Fifi tambour de Louis Feuillade (832 m)
- 1915 : L'Escapade de Filoche de Louis Feuillade (554 m) - Mme Pichepin
- 1915 : Les Noces d'argent de Louis Feuillade (650 m) - La femme de Ferdinand
- 1915 : Bouboule de Louis Feuillade
- 1915 : Le Sosie de Louis Feuillade (697 m)
- 1915 : La Barrière de Gaston Ravel ou Louis Feuillade
- 1915 : Le Fer à cheval de Louis Feuillade (419 m)
- 1915 : Le Collier de perles de Louis Feuillade (600 m)
- 1915 : Bout de Zan et le poilu de Louis Feuillade (305 m)
- 1915 : Jeunes filles d'hier et d'aujourd'hui de Louis Feuillade
- 1915 : Triple entente de Gaston Ravel
- 1915 : Le Trophée du zouave de Gaston Ravel (615 m)
- 1915 : Le Grand Souffle de Gaston Ravel (950 m)
- 1915 : L'Autre devoir de Léonce Perret (750 m)
- 1915 : Les Vampires 3 : Le Cryptogramme rouge de Louis Feuillade (1 016 m) - Irma Vep, alias Anne-Marie Le Goff, la bonne de Guérande
- 1916 : C'est pour les orphelins ! de Louis Feuillade
- 1916 : Les Vampires 4 : Le Spectre de Louis Feuillade (815 m) - Irma Vep, alias Juliette Berteaux, dactylo à la banque Renoux-Duval
- 1916 : Les Vampires 5 : L'Évasion du mort de Louis Feuillade (1 000 m) - Irma Vep, alias Mlle de Mortesaigues
- 1916 : Les Vampires 6 : Les Yeux qui fascinent de Louis Feuillade (1 300 m) - Irma Vep, alias le vicomte Guy de Kerlor
- 1916 : Les Vampires 7 : Satanas de Louis Feuillade (1 300 m) - Irma Vep, alias Marie Boissier de la compagnie des chronographes et Noémie Patoche, la fausse téléphoniste
- 1916 : Les Vampires 8 : Le Maître de la foudre de Louis Feuillade (1 300 m) - Irma Vep
- 1916 : Les Vampires 9 : L'Homme des poisons de Louis Feuillade (1 252 m) - Irma Vep, alias Aurélie Plateau, rentière
- 1916 : Les Vampires 10 : Les Noces sanglantes de Louis Feuillade (1 410 m) - Irma Vep
- 1916 : C'est le printemps ! de Louis Feuillade - La bonne de l'artiste
- 1916 : Cœur fragile de Gaston Ravel
- 1916 : Fille d'Ève de Gaston Ravel
- 1916 : Le Pied qui étreint de Jacques Feyder (610) - Irma Vep dans le dernier volet L'homme au foulard à pois
- 1916 : Simple erreur de Gaston Ravel
- 1916 : Le Colonel Bontemps de Louis Feuillade (700 m) - La fille du colonel
- 1916 : Jeunes filles d'hier et d'aujourd'hui de Louis Feuillade
- 1916 : Les Mariés d'un jour de Louis Feuillade (780 m)
- 1916 : Les Fourberies de Pingouin de Louis Feuillade (695 m)
- 1916 : Les Fiançailles d'Agénor de Louis Feuillade (565 m) - Amélie
- 1916 : Le Poète et sa folle amante de Louis Feuillade (798 m)
- 1916 : Si vous ne l'aimez pas... de Louis Feuillade (530 m) - Simone
- 1916 : La Peine du talion de Louis Feuillade (792 m) - Rosa Larose
- 1916 : Lagourdette gentleman cambrioleur de Louis Feuillade (580 m) - L'amie de Lagourdette
- 1916 : Débrouille-toi de Louis Feuillade (615 m) - Mlle Friquette
- 1916 : Minne de Musidora - film resté inachevé ou non diffusé
- 1917 : Judex 1 : Prologue + L'ombre mystérieuse de Louis Feuillade (1 262 m) - L'aventurière Diana Monti
- 1917 : Judex 2 : L'expiation de Louis Feuillade (600 m) - L'aventurière Diana Monti
- 1917 : Judex 3 : La meute fantastique de Louis Feuillade (762 m) - L'aventurière Diana Monti
- 1917 : Judex 4 : Le secret de la tombe de Louis Feuillade (488 m) - L'aventurière Diana Monti
- 1917 : Judex 5 : Le moulin tragique de Louis Feuillade (742 m) - L'aventurière Diana Monti
- 1917 : Judex 6 : Le môme Réglisse de Louis Feuillade (816 m) - L'aventurière Diana Monti
- 1917 : Judex 7 : La femme en noir de Louis Feuillade (853 m) - L'aventurière Diana Monti
- 1917 : Judex 8 : Les souterrains du château rouge de Louis Feuillade (638 m) - L'aventurière Diana Monti
- 1917 : Judex 9 : Lorsque l'enfant parut de Louis Feuillade (600 m) - L'aventurière Diana Monti
- 1917 : Judex 11 : L'Ondine de Louis Feuillade[22] (427 m) - l'aventurière Diana Monti
- 1917 : Judex 12 : Le pardon d'amour de Louis Feuillade (436 m) - L'Aventurière Diana Monti
- 1917 : Le Maillot noir de Musidora - elle-même
- 1917 : Mon oncle de Louis Feuillade (587 m)
- 1917 : Les Chacals d'André Hugon (1 525 m) - Dolorès Melrose, fiancée de Hampton
- 1918 :  La Vagabonde d'Eugenio Perego - Également adaptatrice -
- 1918 : Johannes, fils de Johannes de André Hugon (1 115 m) - Gabrielle Baude
- 1918 : Mam'zelle Chiffon de André Hugon (915 m) - La modiste Chiffon
- 1918 : La Geôle de Gaston Ravel (1 476 m) - Marie-Ange Gaël, la Madone
- 1918 : La Jeune Fille la plus méritante de France de Germaine Dulac - La marchande des quatre-saisons
- 1918 : La Flamme cachée de Musidora et Roger Lion (1 400 m) - Anne Morin, l'étudiante - Également productrice -
- 1919 : Vicenta de Musidora (1 440 m) - Vicenta, la fille de l'auberge - Également productrice -
- 1921 : Pour Don Carlos  aussi appelé Les monstres se révoltent (La capitana Alegría) de Musidora (2 400 m) - Allegria Detchard - de Jacques Lasseyne et Musidora - Également productrice et scénariste
- 1922 : Une aventure de Musidora en Espagne (Una aventura de Musidora en España) de Musidora - Également productrice et scénariste
- 1922: Soleil et Ombre (Sol y sombra) de Musidora (1.325) - Juana, la servante d'auberge et la blonde étrangère - Également productrice
- 1924 : La Terre des taureaux (La tierra de los toros) de Musidora - elle-même et « la laide »
- 1926 : Le Berceau de Dieu ou Les Ombres du passé de Fred LeRoy Granville
- 1950 : La Magique Image de Musidora - court métrage - La vieille gitane - Également productrice et scénariste -

### Réalisatrice
- 1917 : Le Maillot noir
- 1918 : La Vagabonde, coréalisé avec Eugenio Perego
- 1918 : La Flamme cachée
- 1919 : Vicenta
- 1921 : Pour Don Carlos  aussi appelé Les Monstres se révoltent, coréalisé avec Jacques Lasseyne
- 1922 : Une aventure de Musidora en Espagne
- 1922 : Soleil et Ombre (Sol y sombra)
- 1924 : La Terre des taureaux (La tierra de los toros)
- 1950 : La Magique Image

### Radio
- - Musidora, qui êtes-vous ? - France Culture - Sans oser le demander - Carole Aurouet
- Musidora, star du muet, fiction radiophonique de Didier Blonde, émission Autant en emporte l'histoire de Stéphanie Duncan, France Inter, 26 novembre 2017

### Biographies filmées
- Musidora, film de Jean-Christophe Averty diffusé à la télévision française le 29 décembre 1973.
- Musidora, la dixième muse, Patrick Cazals, 2013.